# Palazzo del Te
Palazzo Te ili Palazzo del Te je palača izgrađena u okolici talijanskog grada Mantova koja se smatra jednim od prvih primjera manirističke arhitekture u Italiji 16. stoljeća. Oko godine 1524. ju je sagradio znameniti arhitekt Giulio Romano (učenik Rafaelov) za mantovskog markiza Federica II. Gonzagu, koji ju je zamislio kao prigradsku vilu za opuštanje i uživanje, po uzoru na rimsku Villu Farnesinu. Palača je ukrašena brojnim umjetničkim djelima, a danas, zahvaljujući donaciji izdavača Arnolda Mondadorija služi i kao muzej poznat po zbirci mezopotamske umjetnosti.

## Galerija
- Lođa
- Unutrašnja fasada
- Casino della Grotta
- Pad divova